# Девене
Де́вене (болг. Девене) — село у Врачанській області Болгарії. Входить до складу общини Враца.

## Населення
За даними перепису населення 2011 року у селі проживали 1032 особи.
Національний склад населення села:
| Національність   | Кількість осіб | Відсоток |
| ---------------- | -------------- | -------- |
| болгари          | 902            | 91,4%    |
| цигани           | 75             | 7,6%     |
| не визначились   | 8              | 0,8%     |
| Всього відповіли | 987            |          |

Розподіл населення за віком у 2011 році:
Динаміка населення: